# Arenillas de Riopisuerga
Arenillas de Riopisuerga è un comune spagnolo di 174 abitanti situato nella comunità autonoma di Castiglia e León.